# Holzheim (Mechernich)
Holzheim is een plaats in de Duitse gemeente Mechernich, deelstaat Noordrijn-Westfalen, en telt 350 inwoners.
De rooms-katholieke Sint-Lambertuskerk in Holzheim werd in 1844-'45 gebouwd in eenvoudige neoclassicistische stijl naar een ontwerp van Johann Peter Cremer.